# Rocket: Robot on Wheels
Rocket: Robot on Wheels é um jogo eletrônico de plataforma desenvolvido pela Sucker Punch Productions e publicado pela Ubi Soft. Foi lançado exclusivamente para Nintendo 64 em 31 de outubro de 1999 na América do Norte e em 17 de dezembro na Europa. Este foi o primeiro jogo desenvolvido pela Sucker Punch, no qual jogador controla Rocket, o robô que intitula o jogo. Rocket: Robot on Wheels é notório por ser o primeiro jogo em uma plataforma doméstica a usar um motor de física realista na jogabilidade. O jogador deve resolver quebra-cabeças relacionados com massa, inércia, atrito e outras propriedades físicas. O jogo foi desenvolvido com o nome de Sprocket até três meses antes de seu lançamento, quando foi trocado por problemas de direitos autorais com a Game Sprockets.

## Recepção crítica
Na edição nº 17 da revista brasileira Nintendo World, publicada em janeiro de 2000, o redator Pablo Miyazawa avaliou o jogo como sendo "a melhor surpresa de 99", dando-lhe nota 8,9: "Um dos grandes achados do ano passado foi este Rocket: Robot on Wheels. (...) o game acabou surpreendendo como um dos mais simpáticos e criativos que já pintaram no N64. (...) Os gráficos são belíssimos, parecidos com os de Banjo-Kazooie e a trilha sonora meio jazz dá um clima meio relaxado ao jogo. Com jogabilidade e diversão perfeitas, Rocket: Robot on Wheels é daqueles games que você se arrepende de não ter conhecido antes."